# Brian Gubby
Brian Gubby, född 17 april 1934 i Epsom, är en brittisk racerförare.
Gubby körde en privat Lotus 24 i Medelhavets Grand Prix utanför formel 1-VM 1964, men tvingades bryta på grund av en olycka. Han försökte kvalificera sig till samma tävling året därpå, men lyckades inte. Han försökte även kvalificera sig till  Storbritanniens Grand Prix 1965, men misslyckades på grund av växellådeproblem. 

## F1-karriär
| Säsong | Stall/Tillverkare          | Poäng | Placering |
| ------ | -------------------------- | ----- | --------- |
| 1965   | Brian Gubby (Lotus-Climax) | 0     | –         |